# Mads Wittermans
Pour les articles homonymes, voir Wittermans.
Mads Wittermans, né le 22 janvier 1977 à Drachten, est un acteur néerlandais.

## Filmographie
- 2001 : Expelled de Mijke de Jong
- 2003 : Phileine zegt sorry (nl) de Robert Jan Westdijk : Christiaan[2]
- 2003 : Godforsaken (nl) de Pieter Kuijpers : Sef
- 2006 : Doodeind de Erwin van den Eshof : Sidney[3]
- 2007 : Les Aventuriers du grand large de Steven de Jong : Pieterszoon[4]
- 2011 : Nova Zembla de Reinout Oerlemans[5]
- 2013 : Heroin de Rene Houwen[6]
- 2014 : Nena de Saskia Diesing : Referee[7]
- 2014 : Vrij (nl) de Martijn de Jong[8]

## Vie privée
Il est le fils de l'acteur Joop Wittermans.